# Catalunya – País Basc (08-10-2006)
La selecció catalana de futbol disputà un partit amistós contra la selecció del País Basc el 8 d'octubre de 2006 a l'estadi del Camp Nou de Barcelona, davant de 56.354 espectadors, que acabà amb empat 2-2.

## Fitxa tècnica
| Catalunya                         | 2 - 2                      | País Basc                                |
| --------------------------------- | -------------------------- | ---------------------------------------- |
| Joan Verdú 68' · Albert Luque 84' | Mundo Deportivo L'Esportiu | 20' Aritz Aduriz · 64' Fernando Llorente |

| Catalunya | País Basc · |

| CATALUNYA:     |  |                  |  |  |
|                |  |                  |  |  |
| PO             |  | Víctor Valdés    |  |  |
| PO             |  | Albert Jorquera  |  |  |
| DF             |  | Curro Torres     |  |  |
| DF             |  | Fernando Navarro |  |  |
| DF             |  | Oleguer Presas   |  |  |
| DF             |  | Alberto Lopo     |  |  |
| DF             |  | David Belenguer  |  |  |
| DF             |  | Dani Fernández   |  |  |
| CC             |  | Roger Garcia (c) |  |  |
| CC             |  | Sergio González  |  |  |
| CC             |  | Gerard López     |  |  |
| CC             |  | Joan Verdú       |  |  |
| CC             |  | Òscar Serrano    |  |  |
| CC             |  | Jordi López      |  |  |
| DV             |  | Ferran Corominas |  |  |
| DV             |  | Jonathan Soriano |  |  |
| DV             |  | Albert Luque     |  |  |
| DV             |  | Antoni Pinilla   |  |  |
| Seleccionador: |  |                  |  |  |
| Pere Gratacòs  |  |                  |  |  |

| PAÍS BASC:                       |  |                         |     |  |
|                                  |  |                         |     |  |
| PO                               |  | Asier Riesgo            |     |  |
| PO                               |  | Iñaki Lafuente          |     |  |
| DF                               |  | Aitor López Rekarte (c) |     |  |
| DF                               |  | Javier Casas            |     |  |
| DF                               |  | Aitor Ocio              |     |  |
| DF                               |  | Mikel Labaka            |     |  |
| DF                               |  | César Cruchaga          | 76' |  |
| DF                               |  | Ander Murillo           |     |  |
| CC                               |  | Gaizka Mendieta         |     |  |
| CC                               |  | Pablo Orbaiz            |     |  |
| CC                               |  | Iñaki Muñoz             |     |  |
| CC                               |  | Igor Gabilondo          |     |  |
| CC                               |  | Mikel Alonso            |     |  |
| CC                               |  | Tiko Martínez           |     |  |
| CC                               |  | Gaizka Garitano         |     |  |
| CC                               |  | Mikel Aranburu          |     |  |
| DV                               |  | Aritz Aduriz            |     |  |
| DV                               |  | Gari Uranga             |     |  |
| DV                               |  | Fernando Llorente       |     |  |
| DV                               |  | Mikel Dañobeitia        |     |  |
| Seleccionadors:                  |  |                         |     |  |
| José Ángel Iribar, Mikel Etxarri |  |                         |     |  |